# Gaston Gutelle
Gaston Gutelle, né le 29 mai 1853 à Paris et mort le 23 octobre 1900 à Cherbourg, est un architecte français.

## Biographie

### Origines
Gaston Louis Eugène Gutelle naît le 29 mai 1853 vers 23 h 30, à Passy (département de Seine, actuel 16e arrondissement de Paris) au domicile parental (sis 27 rue Vineuse). Il est le fils de Louis Eugène Gutelle (architecte) et de Justine Amélie Louise Regnauld (professeur de piano), tous deux mariés et alors respectivement âgés de 25 et 30 ans.

### Carrière
En 1883, Gutelle est nommé, après concours, architecte de la ville de Cherbourg ; il en devient l’architecte en chef,.
Avec Henri de Beaudrap, il, ou plutôt son père Eugène Gutelle (1829-1905), remanie profondément le château de Sotteville : ils en rehaussent la partie nord d'un étage et ajoutent dans l'angle nord une poivrière ; la cage d'escalier en granit est agrandie et la cheminée monumentale datant de la Renaissance située dans la salle à manger est rehaussée des armoiries et initiales de son commanditaire.
En 1895, il élève à Cherbourg une fontaine monumentale en fonte, la fontaine Mouchel, du nom du mécène et directeur du journal Le Phare de la Manche.

## Œuvre
Une exposition consacrée à son œuvre, regroupant en particulier des aquarelles de bâtiments, est organisée au Cabinet des estampes du musée Thomas-Henry (Cherbourg-en-Cotentin) jusqu’au 13 janvier 2019,.

Aquarelles de Gaston Gutelle conservées dans la collection du musée Thomas-Henry
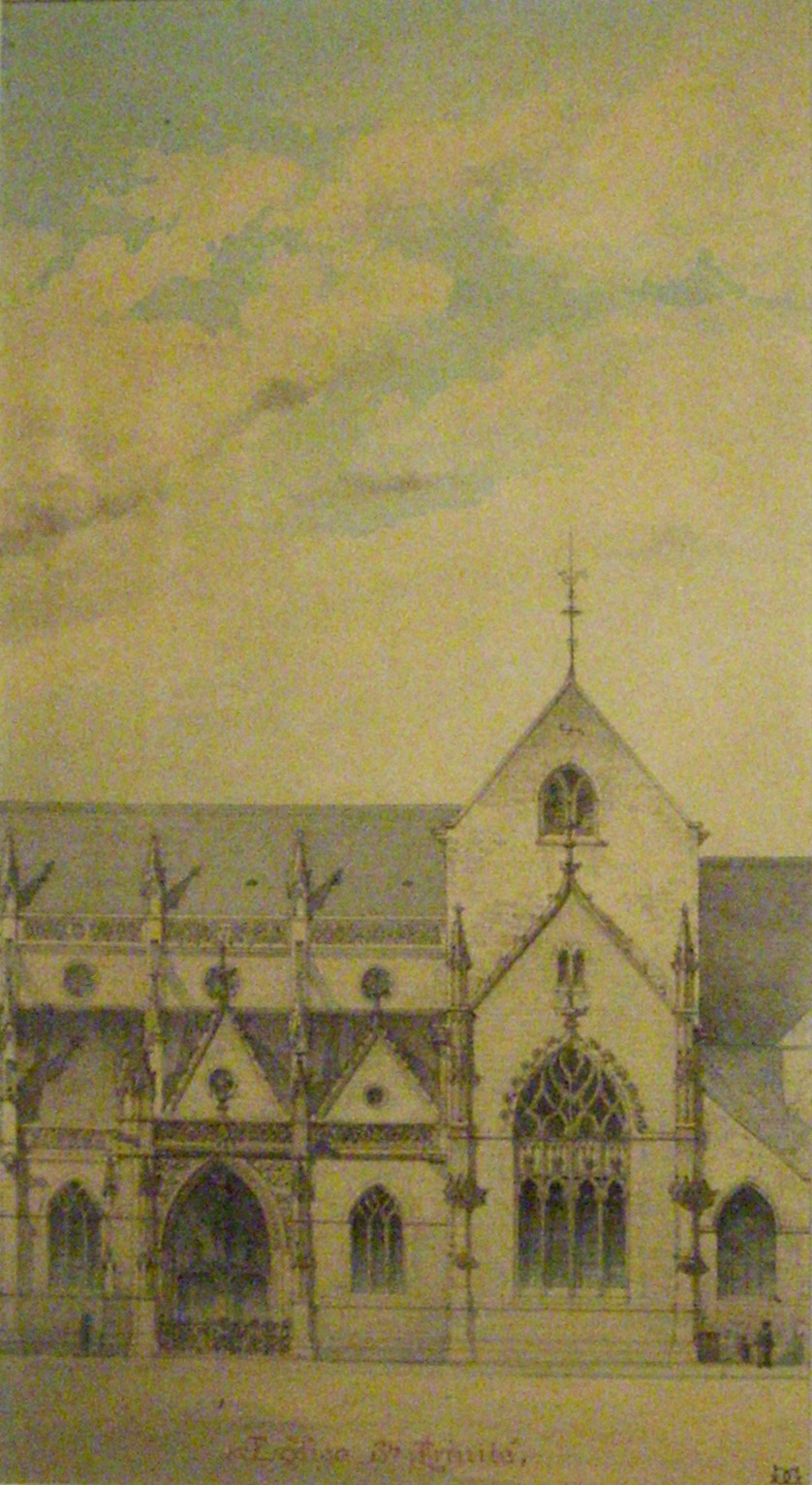
La basilique Sainte-Trinité de Cherbourg.
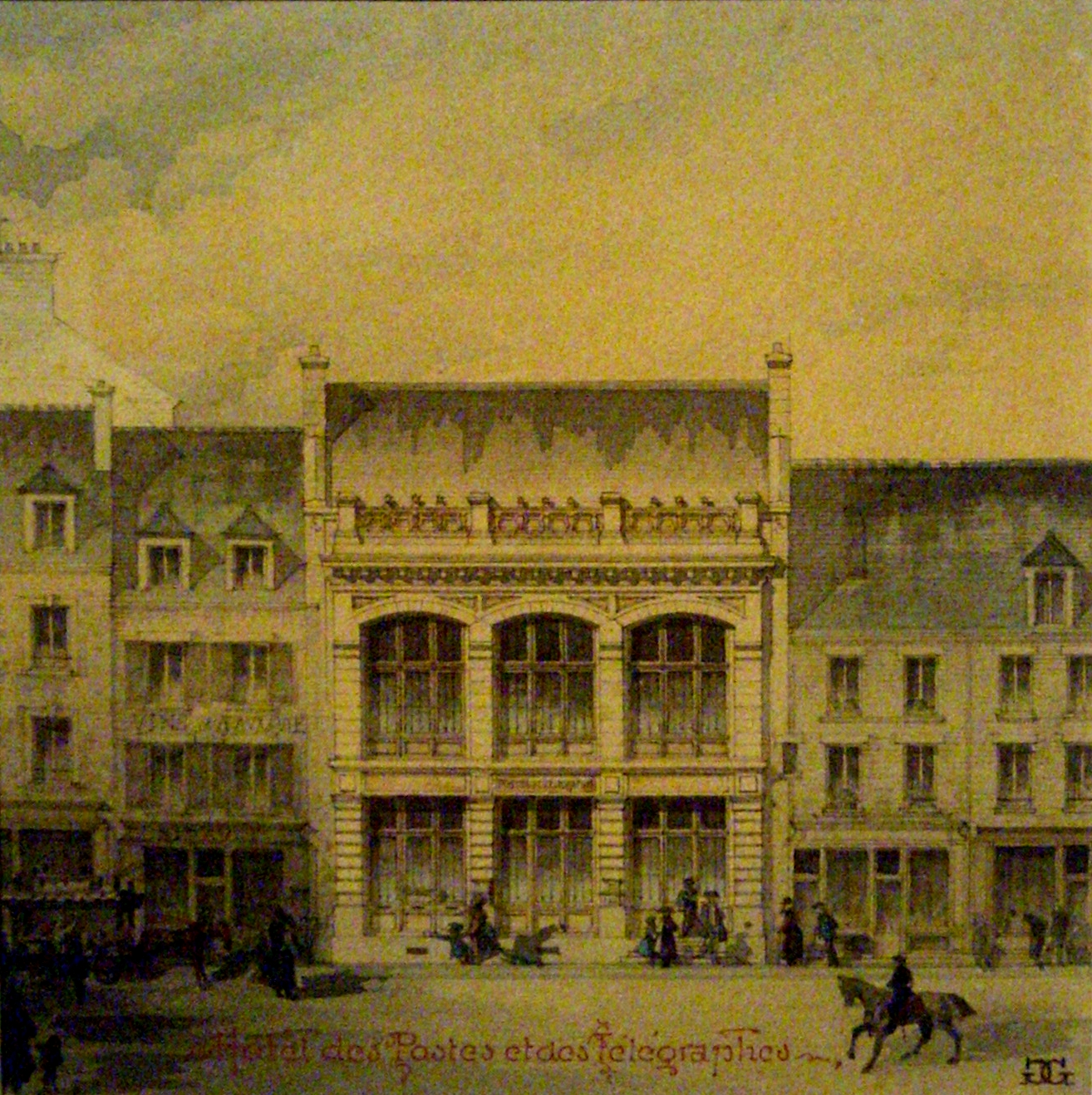
L’hôtel des Postes de Cherbourg.
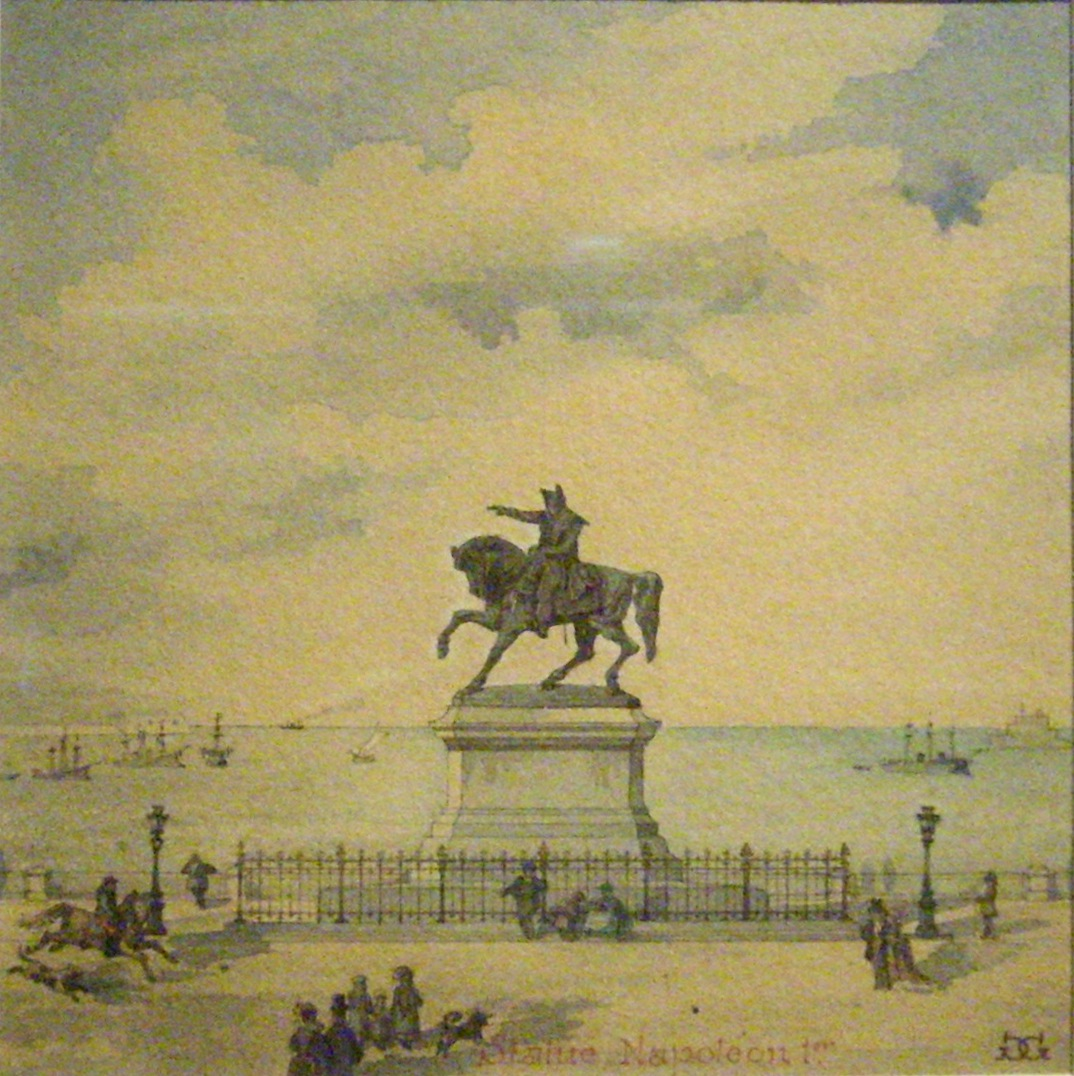
Le monument à Napoléon, à Cherbourg.